# La vârsta de 5 ani
La vârsta de 5 ani (rum. W wieku 5 lat) – drugi długogrający album Cleopatry Stratan wydany w 2008.

## Lista utworów
1. Zunea-zunea — 2:56
2. Cățeluș cu părul creț — 3:26
3. Refrenul dulcilor povești — 2:58
4. Gâște-gâște — 2:41
5. Lupul, iezii și vizorul — 4:15
6. Melc-melc — 2:40
7. Va veni o zi-ntr-o zi — 3:24
8. Elefantul și furnica — 3:02
9. Dăruiește — 3:43
10. Vino, te aștept — 3:00